# Église évangélique de Güdingen
L'église évangélique de Güdingen est un édifice religieux protestant situé dans le Stadtteil de Güdingen dans la ville allemande Sarrebruck en Sarre. La paroisse fait partie du Kirchengemeinde Obere Saar (communauté de paroisses) et du Kirchenkreis Saar-West (qui regroupe plusieurs communautés de paroisses) qui sont des divisions territoriales de l'église protestante en Rhénanie.

## Histoire
Le premier édifice connu à l'emplacement de l'église actuelle est une chapelle érigée en l'an 800. La construction est complétée en 1350 par un clocher-tour gothique. La nef est construite en 1615 d'après les plans de l'architecte Jost Hoer. Un maître-autel catholique se trouve dans cette église jusqu'en 1619 ou 1621. À partir de 1694 l'édifice sert à la fois à des cultes catholiques et protestants. Ce simultaneum prend fin en 1896.
En 1778 le lieu de culte est ravagé par un incendie. La reconstruction de l'édifice dans le style baroque selon les plans de l'architecte Johann Jakob Lautemann de Sarrebruck est déjà terminée en 1779. Le clocher de style gothique qui n'a pas subi de dégâts est conservé et bénéficie d'une simple restauration.
Des travaux de restauration ont lieu en 2003 et 2004.

## Architecture
Les vitraux de l'église ont été réalisés par l'architecte et vitrailliste germano-hongrois György Lehoczky entre 1963 et 1964.